# MÁV 342 sorozat
A MÁV 342 sorozatú szertartályos gőzmozdonya a MÁV első elővárosi személyvonati mozdonytípusa volt.

## Kifejlesztése
Az első világháború előtt igény merült fel egy elővárosi személyvonati mozdony rendszeresítésére, elsősorban a Budapest környéki vonalak számára. A mozdonyt szertartályos kivitelben kellett kifejleszteni, mert a tervezett végállomások egy része nem rendelkezett fordítókoronggal. Emiatt a mozdonynak mindkét irányban egyforma sebességgel kellett közlekednie. A tervek készítésénél egyrészt a jól bevált 375 sorozatú mozdony megoldásaihoz fordultak, de a mozdony fő méretei és elrendezése észrevehető hasonlóságot mutat a Bécs és más osztrák városok környékén hasonló feladatokat már 1904. óta ellátó 229, illetve ennek 1912-ben kifejlesztett túlhevítős változata, a 29 sorozatú mozdonyaival.
A sorozat első két példánya, amelyeket prototípusoknak is tekinthetünk, 1915 októberében állt szolgálatba a MÁV-nál 342,001–002 pályaszámokon. A mozdonyok a Magyar Királyi Állami Vasgyárak 1111 szerkezetszámon készültek.

## Szerkezete
A 342 sorozatú mozdonyok belső keretes, 1'C1' tengelyelrendezésű, azaz három, a keretbe ágyazott kapcsolt kerékpárral, valamint előttük és mögöttük egy-egy, a pályaívekbe beállni képes futókerékpárral készült túlhevítős, kéthengeres, szertartályos gőzmozdonyok voltak.

### Kazán
A mozdonyok ekkor már az összes fővonali mozdonyra jellemző módon Schmidt-rendszerű nagyfüstcsöves túlhevítővel felszerelt kazánnal készültek. Az alig 1,29 m széles s 2,27 m hosszú, 14 és 15 mm-es lemezekből álló porosz-, más néven Becker-rendszerű állókazánt a keretek közé húzták be. A rostély három részből áll, első része buktatható. Az 1,358 m átmérőjű hosszkazánt két, 14 mm-es folytvas lemezekből álló részből szegecselték össze; a tengelye (középvonala) a sínkorona fölött 2800 mm magasan található. Az első kazánövön helyezték el a gőzdómot, a második övre a homoktartály került. A kazánba 95 darab 47/52 mm átmérőjű folytvas tűzcsövet és négy sorban összesen 20 db 125/133 mm átmérőjű füstcsövet építettek. A füstcsövekbe 27/34 mm átmérőjű csövekből álló túlhevítőelemek kerültek. A gőzdómba kettős tolattyús gőzszabályozó került. Az 1686 mm hosszú füstszekrényben helyezték el az amerikai rendszerű szikrafogót és a túlhevítőszekrényt. A túlhevítés szabályozása túlhevítő-védőszekrénnyel és az azon elhelyezett csappantyúkkal történt, melyeket egy kis gőzhenger (az ún. szervomotor vagy automata) mozgatott. A gőzfúvó a két-két prototípus mozdonynál állandó keresztmetszetű, míg a sorozatjárműveknél csappantyús kivitelű volt. A második kazánövre négycellás Pecz–Rejtő-féle vízszintes elrendezésű víztisztítót is szereltek. A 342,001 pályaszámú mozdonyba Stein-rendszerű vízelválasztót szereltek. A kazánt 2 db Friedmann-rendszerű nem szívó, 9 mm-es nyílású ún. „restarting” frissgőz-lövettyű táplálta vízzel. A gőzdómra 2 db MÁV-rendszerű közvetlen rugóterhelésű biztonsági szeleppel látták el. A gőzdómban helyezték el a kettős síktolattyús gőzszabályzót függőleges tolattyútükörrel. A szerkezet szabályozó rudazatát a kazánon belül vezették el.

### Gépezet
A két, kereten kívül elhelyezett gőzhenger a nikkelacélból készült kapcsolt kerékpárok közül a másodikat hajtotta. A jobb oldali forgattyút a bal oldalihoz képest 90°-kal előbbre ékelték a kerékpártengelyre. A dugattyúrúd átmenő rendszerű volt; elöl a rúdvezeték zárt hüvelyben futott, hátul a dugattyúrudak tömszelencéi Schmidt-rendszerű fémtömítéssel készültek. A gőzhengerek üresjárati munkájának (ellenállásának) csökkentésére a henger elöli és hátulsó dugattyúterét összekötő nyitható nyomáskiegyenlítő váltót szereltek. A hengerekre a vízütés elkerülésére ún. kompresszió-szelep is került. A keresztfejek kétvezetékesek voltak. A hajtó- és csatlórudak I alakú keresztmetszettel készültek.
A gőzhengerek belső beömlésű, széles, rugalmas, önfeszítő gyűrűs hengeres tolattyúkkal készültek, melyeket ellenforgattyús Heusinger–Walschaert-rendszerű vezérművek szabályoztak. A tolattyúszekrényekre légszelepet is szereltek. A vezérmű a MÁV mozdonyai között első ízben függvas nélküli, Kuhn-féle lengőíves kivitelben készült. A tolattyú átmérője 300 mm, belső túlfedése 31 mm, külső túlfedése 0 értékű volt. Az ellenforgattyú előremenetben a forgattyút közel 90°-kal megelőzi, más szóval a forgattyúhoz képest előresietőként ékelték föl. Ennek megfelelően előremenetben a lengőívkő a lengőív (kulissza) felső részén helyezkedett el. A kormányvonórúd a MÁV mozdonyainál szokásossal szemben előremenetnél hátrafelé mozdult. 

### Keret és futómű
A 28 mm vastag folytvas lemezekből összeszegecselt, belső elrendezésű keretbe ágyazott hajtott kerékpárok közül a hátsó kettő rugózását himbák kötötték össze. A tűzszekrény miatt a hátsó kapcsolt tengely hordrugói a tengely alá, a többinél fölé került. Mind az első, mind a hátsó futótengelyt Adams–Webb-rendszerű beálló tengelyként képezték ki, melyek mindkét oldalirányban 2140 mm sugáron 35–35 mm-nyire tolódhatnak el, középállásba pedig laprugók terelték vissza. A hajtókerékpár nyomkarimáját az ívbeállás megkönnyítésére 8 mm-rel vékonyabbra esztergálták. A hajtott tengely 3%-os nikkelacélból, míg a kapcsolt- és futótengelyek folytacélból készültek. A kerékpárok tengelyeit a tengelyvonalban teljesen átfúrták.

### Segédberendezések

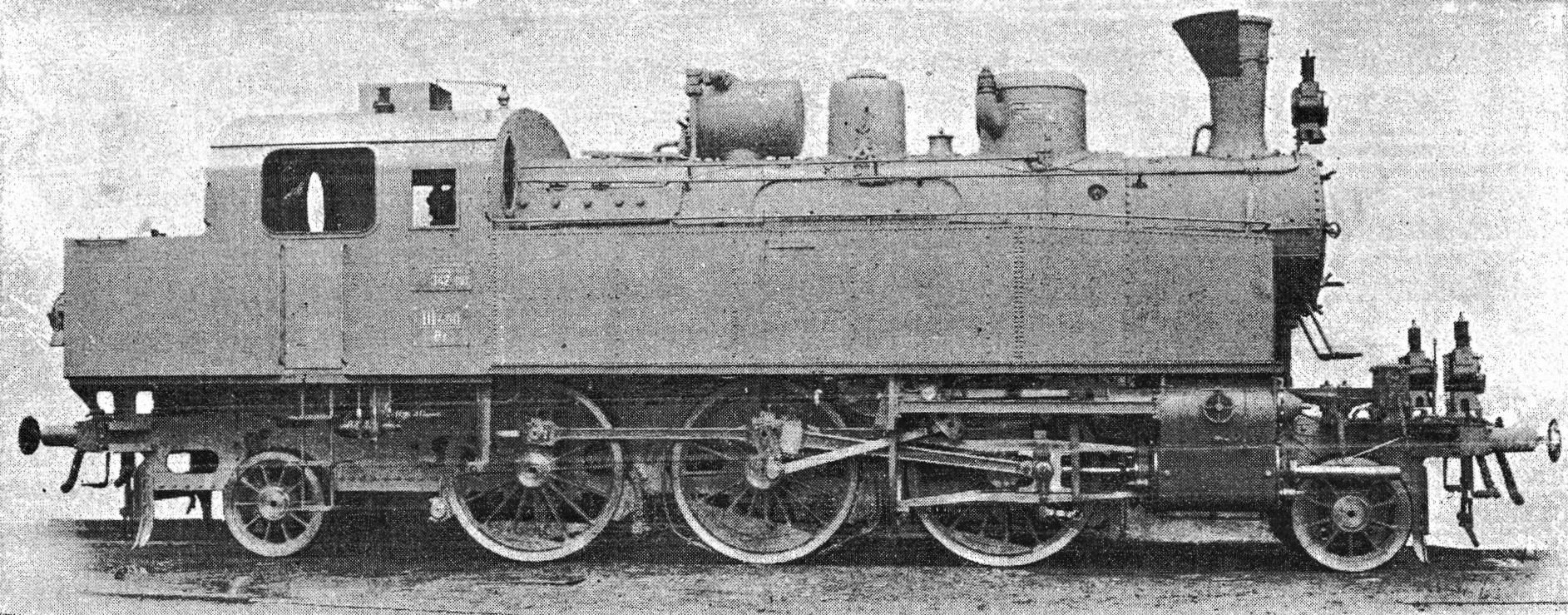
A 342,001 pályaszámú mozdony

A mozdonyra egy 14″-os Westinghouse-rendszerű fékhengert szereltek. A féktuskók a mozdony hajtott kerékpárjait elölről fékezték, míg a futókerékpárok a MÁV mozdonyainál szokásos módon fékezetlenek voltak. Az összes féktuskóerő a tapadási súly 60,5, a teljes mozdonysúly 36,7%-a volt. A gőzben lévő alkatrészek kenéséről egy 10 nyílású Friedmann-rendszerű Kd jelű dugattyús melegalkatrész-kenőszivattyú gondoskodott. Kedvezőtlen tapadási viszonyok esetén sűrített levegővel működtethető homokoló juttatott homokot a hajtókerékpár elé és mögé. A mozdonyokat bajor rendszerű nagynyomású gőzfűtési rendszerrel is ellátták.
A mozdonyok víztartálya a vezetőfülétől a hengerek homlokfalának vonaláig nyúlt előre, a tartálynak a kazán középvonalával azonos magasságban lévő tetejét elöl a jobb kilátás érdekében ferdére képezték ki. A tartályok térfogata 9,61 m³ volt, de a gyengébb felépítményű pályákon való közlekedés érdekében 8,0 m³-nél túlfolyónyílásokat alakítottak ki. A széntartót a vezetőfülke mögött helyezték el, hátsó kinyúlása 1,3 m volt.

## Próbák
A típus engedélyezett vonatterheléseit a MÁV számításokkal az alábbiak szerint állapította meg:
| A 342 sorozatú mozdonyok engedélyezett vonatterhelései | A 342 sorozatú mozdonyok engedélyezett vonatterhelései | A 342 sorozatú mozdonyok engedélyezett vonatterhelései | A 342 sorozatú mozdonyok engedélyezett vonatterhelései | A 342 sorozatú mozdonyok engedélyezett vonatterhelései | A 342 sorozatú mozdonyok engedélyezett vonatterhelései |
| Pálya- emelkedés                                       | 50 km/h                                                | 60 km/h                                                | 70 km/h                                                | 80 km/h                                                | 85 km/h                                                |
| ------------------------------------------------------ | ------------------------------------------------------ | ------------------------------------------------------ | ------------------------------------------------------ | ------------------------------------------------------ | ------------------------------------------------------ |
| 0‰                                                     | 1015 t                                                 | 690 t                                                  | 475 t                                                  | 317 t                                                  | 258 t                                                  |
| 5‰                                                     | 382 t                                                  | 279 t                                                  | 200 t                                                  | 135 t                                                  | 109 t                                                  |
| 10‰                                                    | 218 t                                                  | 157 t                                                  | 109 t                                                  | 76 t                                                   | 53 t                                                   |
| 16‰                                                    | 129 t                                                  | 90 t                                                   | 60 t                                                   | 30 t                                                   | 19 t                                                   |

## A módosított változat

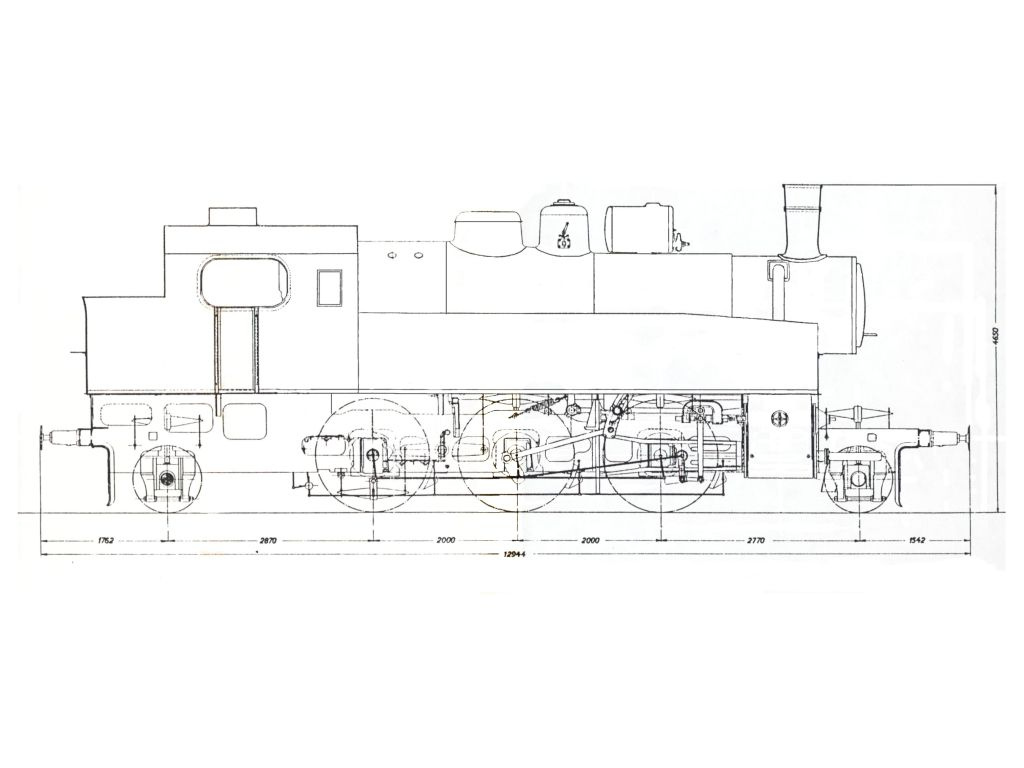
A sorozatgyártásra került kivitel jellegrajza

Ezután a mozdonyt áttervezték, a háborús anyaggazdálkodási elvárásoknak megfelelően Brotan–Deffner-rendszerű kazánt kapott. A 1131 gyári típusként jelölt változat több ponton is eltért két prototípus mozdonytól. A hosszkazán tengelyének magassága 150 mm-rel magasabbra került, míg a füstszekrény 200 mm-rel hosszabb lett. A hosszkazán az állókazánhoz kúposan csatlakozott, így a rákfalnál az átmérője 1,55 m-re nőtt. A gőzdóm is erre, a legnagyobb gőzterű övre került át. Az Brotan-rendszerű állókazán oldalfalát 48 db 85/95 mm-es folytvas cső alkotta, melyek felül a 2,75 m hosszú, 600 mm belső átmérőjű előfejbe torkolltak. A rostély felülete kis mértékben megnőtt. A túlhevítőberendezés is módosult: az első két mozdonynál alkalmazott Schmidt-rendszerű nagyfüstcsöves túlhevítő helyett Schmidt-rendszerű kisfüstcsöves túlhevítőt építettek be, mely az elővárosi vonatoknál szükséges gyakori indításokhoz célszerűbbnek látszott, emellett a csövek hossza miatt is előnyösebbnek tűnt. A hosszkazánba 126 db 64/70 mm átmérőjű tűz-, illetve füstcső került, melyek közül 104-be nyúlt be összesen 52 db 17/22 mm átmérőjű túlhevítőelem. A mozdony összes fűtőfelülete így valamivel nagyobb lett. A hátsó futótengely a jobb tömegeloszlás érdekében 520 mm-rel hátrébb helyezték el. A Brotan-kazán szerelvényeinek nagyobb mérete miatt a vezetőfülkét hátra 205 mm-rel meghosszabbították, a szénférő ugyanennyivel lett rövidebb. Hogy kapacitása mégis változatlan maradjon, így 170 mm-rel meg is magasították. A víztartályok változatlanok maradtak, de a megnövekedett tömeg miatt, még nagyobb jelentősége lett a túlfolyónyílásoknak: 14,42 tonnára engedélyezett pályákon a mozdonyok csak 7,5 m³ vizet vihettek magukkal.
A levegőt egy, a füstszekrény bal oldalára szerelt 3 hengeres Westinghouse légsűrítő szolgáltatta. A kenésről Friedmann rendszerű kenőprés gondoskodott, ami kezdetben a jobb oldali víztartály homlokfalára volt szerelve, később át lett helyezve a mozdonysátor elejébe a fűtő oldalára. E változat jellegzetessége a kazán belsejében elhelyezkedő gőzelosztó, amelyből a gőzcsövek a kazán két felső oldalán vízszintesen lépnek ki és egy erős ívvel fordulnak lefelé, a hengerek felé. Ezt a kivitelt a vasutasok „korsófülű” változatnak nevezték.

## Sorozatgyártás
A sorozatgyártású változatból a Magyar Királyi Állami Vasgyárak két gyári alváltozatban 1916 és 1919 között összesen 150 db-ot, míg a kasseli Henschel cég 1917 és 1918 között 145 db-ot gyártott. A 342,003-tól kezdődően számozott mozdonyok egységára 120 700,– és 120 822,– korona között mozgott. Annak ellenére, hogy személyvonati mozdonytípus volt, szertartályos kivitele miatti egyszerűbb közlekedtethetősége és alacsonyabb vételára miatt beszerzése a háború alatt is folyamatos volt, sőt a mozdonyok közül 44 db-ot Hardy-rendszerű légűrfékkel és részben egyszerűbb anyagok felhasználásával  a Központi Szállításvezetőség is kapott 1916–1917-ben (342,901–944). Ez utóbbiakat a Magyar Királyi Állami Vasgyárak készítette, egységára jellemzően kb. 123 000,– korona volt. E példányokba újra Stein-rendszerű vízelválasztó került.
Kísérletképpen a 342,014 és 033 pályaszámú mozdonyoknál a túlhevítő csőelemek számát 52-ről 54 db-ra növelték, így változatlan teljes csőszám mellett 104 helyett összesen 108 db csőbe nyúlt bele túlhevítő csőelem. Ezzel a túlhevítőfelület is arányosan megnőtt. E módosítást 342,051 pályaszámtól sorozatban alkalmazták és 1917-től a korábban gyártott példányokat is ilyenre alakították.
Az üzemeltetés során jelentkezett a kisfüstcsöves túlhevítő jellemző hátránya: a kis átmérőjű füstcsövek hamar elrakódtak pernyével és korommal. Emiatt próbaképpen a Magyar Királyi Állami Vasgyárak által éppen gyártás alatt lévő 342,061–077 pályaszámú mozdonyokat a prototípusoknál alkalmazott kivitellel azonosan, nagyfüstcsöves túlhevítővel készítette el (egyedül a túlhevítőelemek átmérője változott 32/38 mm-esre). Másik megoldási kísérletként a Henschel által még be nem szállított 342,113–222 pályaszámú mozdonyoknál a tűzcsövek átmérőjét a szabványosnak mondható 46,5/52 mm-re csökkentették, melyből 19 db-ot építettek be, míg a kisfüstcsöves túlhevítő 64/70 mm-es füstcsöveinek számát 100 db-ra csökkentették.
A 342,078–112 pályaszámú Henschel-mozdonyok a 342,014, a 342,033 és 342,051–060 pályaszámú mozdonyokkal azonos kivitelben érkeztek.
Az utolsó, 1132 szerkezetszámú széria csőbeosztását és túlhevítőjét (342,223–253) a Magyar Királyi Állami Vasgyárak a 342,061–077 pályaszámoknál alkalmazott kivitellel azonosan, nagyfüstcsöves túlhevítővel készítette el. E változat gőzelosztó szerelvénye a kazán tetején található, ebből a ferdén lefelé kilépő gőzcsövek a kazán oldalának az ívét követve futnak a gőzhenger felé. A Kasselben gyártott példányok mind a kazán tetején található gőzelosztóval készültek és mivel közülük az első példány jóval előbb készült, mint a Magyar Királyi Állami Vasgyárak 1132-es altípus első példánya, nem lehet kizárni, hogy ezt a fajta gőzelosztót a Henschelnél fejlesztették ki.
A járművek közül 342,062–077 pályaszámú mozdonyok kísérletképpen, majd 342,148 pályaszámtól minden példány a kisebb súrlódású keskenygyűrűs tolattyúkkal készült.
Az első világháború alatt a MÁV nem tudott magas lobbanáspontú hengerolajokhoz hozzájutni. Emiatt 1917-től a nagyfüstcsöves túlhevítővel ellátott 342 sorozatú mozdonyoknál két, míg a kisfüstcsöves változatoknál négy túlhevítőelem kiszerelésével a túlhevítés hőfokát kb. 300 °C-ra csökkentették. Az ilyen átalakításon át nem esett keskenygyűrűs tolattyúval ellátott példányokkal szerzett kedvező tapasztalatok alapján azonban ezen átalakításokat az ilyen változatú járműveknél 1919-ben leállították, sőt a kiszerelt elemeket ezekbe vissza is szerelték.
A MÁV 1917-ben a Magyar Királyi Állami Vasgyárak szállította Brotan-kazános 342-esek 10%-ánál a gőzdóm kúpos hengerkazánhoz kapcsolódó, az egyik legjobban igénybe vett szegecssoránál lazulásokat észlelt. Ezeket a gyár garanciában javította, a később szállítottakat pedig erősítésekkel, illetve egy második szegecssorral készítette.
Komoly probléma jelentkezett a Brotan-kazánok karbantartásnál a tűzszekrény-csőfal alsó hajlásánál felszaporodott és nehezen eltávolítható lerakódások miatt. Ennek könnyebb eltávolíthatósága érdekében a 342 sorozatú mozdonyoknál 1918-tól a függőleges középvonaltól számított első és harmadik tűzcsősor legalsó elemeit bal és jobb oldalon egyaránt (összesen tehát négy tűzcsövet) kiszerelték és helyüket lezárták. A 342,113–222 pályaszámú mozdonyoknál hat, a hengerkazán aljához legközelebbi tűzcsövet távolítottak el. A fentieken kívül mindkét változatnál a kimosónyílások számát összesen hárommal bővítették. A kazánok tönkremenetelét megelőzendő az intézkedés gyors végrehajtását repülőbrigádok segítették a fűtőházakat sorra járva.
A MÁV mozdonyainak nagyjavítását műhelyei között 1918-tól nem területenként, hanem típusonként osztotta el. A 342 sorozat mozdonyainak nagyjavítására a Istvántelki Főműhelyt jelölték ki.

## Sorsuk a két háború közötti években
Az első világháború után, a trianoni békeszerződés alapján a szomszédos országok nagyobb mennyiséghez jutottak a modern gépekből. A mozdonyok eloszlása az alábbiak szerint alakult:
- MÁV: 96 db
- CFR: 109 db
- ČSD: 5 db
- SHS: 86 db

A rossz minőségű hengerolaj és a széles tolattyúgyűrűk költséges fenntartása ösztönözte a MÁV-ot arra, hogy megmaradt széles tolattyúgyűrűs mozdonyok tolattyúit is keskenygyűrűs kivitelűre alakítsa át. Ezt az 1920-ban elrendelt módosítást az Államvasutak egybekötötte a túlhevítős mozdonyai tolattyúméreteinek szabványosításával. Ennek során a 342-esek tolattyú-átmérői és a túlfedések értékei is változatlanok maradtak. A tolattyúk átalakítását követően a korábban kiszerelt túlhevítőelemeket újra visszaszerelték.
A megmaradt mozdonyokat a MÁV 1926. január 1-jétől új pályaszámcsoportokba tervezte sorolni. Mivel mindkét prototípus mozdony (111-es gyári típus) külföldre került, így Magyarországon csak Brotan-kazános 342-esek maradtak, a 342 sorozatú mozdonyok kijelölt pályaszámtartománya a 342,801–896 volt. Az átszámozást végül nem hajtották végre.
A Magyarországon maradt 342-esek 1920-as–30-as évekbeli eloszlását az alábbi táblázat szemlélteti:
| A 342 sorozatú mozdonyok állomásítása az 1920–30-as években | A 342 sorozatú mozdonyok állomásítása az 1920–30-as években | A 342 sorozatú mozdonyok állomásítása az 1920–30-as években | A 342 sorozatú mozdonyok állomásítása az 1920–30-as években | A 342 sorozatú mozdonyok állomásítása az 1920–30-as években |
| Honállomás                                                  | 1925. október                                               | 1927. május                                                 | 1930. február                                               | 1933. január                                                |
| ----------------------------------------------------------- | ----------------------------------------------------------- | ----------------------------------------------------------- | ----------------------------------------------------------- | ----------------------------------------------------------- |
| Budapest-Keleti                                             | 1                                                           | –                                                           | 4                                                           | –                                                           |
| Budapest-Északi                                             | 22                                                          | 27                                                          | 25                                                          | 21                                                          |
| Hatvan                                                      | 4                                                           | –                                                           | –                                                           | –                                                           |
| Bánhida                                                     | 1                                                           | –                                                           | –                                                           | –                                                           |
| Adonypuszta-Szabolcs                                        | 1                                                           | –                                                           | –                                                           | –                                                           |
| Győr                                                        | –                                                           | –                                                           | –                                                           | 1                                                           |
| Szombathely                                                 | 8                                                           | 6                                                           | 9                                                           | 8                                                           |
| Celldömölk                                                  | 9                                                           | 11                                                          | 3                                                           | 2                                                           |
| Miskolc                                                     | 12                                                          | 10                                                          | 6                                                           | 6                                                           |
| Dombóvár                                                    | 4                                                           | 5                                                           | 7                                                           | 7                                                           |
| Pécs                                                        | 7                                                           | 6                                                           | 4                                                           | 5                                                           |
| Debrecen                                                    | –                                                           | 6                                                           | 5                                                           | 5                                                           |
| Nyíregyháza                                                 | 9                                                           | 11                                                          | 11                                                          | 10                                                          |
| Püspökladány                                                | 6                                                           | 9                                                           | 6                                                           | 7                                                           |
| Szeged                                                      | 6                                                           | –                                                           | –                                                           | –                                                           |
| Békéscsaba                                                  | 6                                                           | 5                                                           | 5                                                           | 6                                                           |

Az 1930-as évekbeli állagcsökkenést egyes mozdonyok átalakítás és átszámozása (lásd később) okozta. A 342-es mozdonyok kezdetben Budapest és a nagyobb városok környékén vontattak városkörnyéki személyvonatokat. Ebben a szolgálatban kisebb nehézséget okozott a karcsú Brotan-kazánnak a hengerátmérőkhöz viszonyítva meglehetősen kis volumenű gőztartaléka, ami miatt a gőznyomás erősen ingadozott, különösen a városkörnyéki, sűrűn megálló személyvonatok továbbítása során. Tapasztalt és összeszokott mozdonyszemélyzet ezt a hiányosságot viszonylag jól tudta kezelni. A mozdonyszemélyzet a sorozatnak a „Pulyka” becenevet adta. A mozdonyok havi átlagos futásteljesítménye az 1930-as évek feladatkörüket viszonylag magas, 3077 km volt. A 342-eseket a MÁV többi korszerű mozdonyához hasonlóan a hatásfok javítására Friedmann–Metcalfe-rendszerű LF osztályú X/8., majd X/10. számú fáradtgőz-lövettyűvel látta el, melyet a bal oldali frissgőz-lövettyű helyére szerelték fel. A berendezés a szénfogyasztást 6–9%-kal csökkentette. A típus mozdonyait tolattyús kazánlefúvató-váltóval és Süss–Friedmann-rendszerű FSA-jelű hidegkenő-szivattyúval is ellátták. A Duna–Száva–Adria Vasút mozdonyain alkalmazott kivitelt átvéve 1934-től a dugattyúrudakra a jóval olcsóbb és kevesebb karbantartást igénylő D.S.A.-rendszerű öntöttvas tömítések kerültek. Mivel szénszereléskor a vezetőállások hátsó szélvédője gyakran betörött, ezért védőrácsot szereltek rájuk.
1938-ban a típus engedélyezett legnagyobb sebességét 90 km/h-ra növelték.

### Románia
Amellett, hogy a megszálló román csapatok a 342,252 pályaszámú mozdonyt még átadás előtt a gyárból elhurcolták (tehát valójában MÁV pályaszámot nem kapott), Románia még további 108 darabra tartott igényt. A Romániába került gépek a CFR-nél is megtartották a korábbi MÁV-os jelölésüket. A CFR a mozdonyokat Kolozsvár, Nagyvárad, Dés, Arad, Temesvár és Tövis fűtőházakhoz állomásította, ahonnan Erdély-szerte személy- és tehervonatokat továbbítottak a különféle mellékvonalakon.

### Csehszlovákia
Csehszlovákia 5 darabot kapott, ahol a CSD 364.1 sorozatát alkották. A bécsi döntések nyomán mind az öt visszakerült a MÁV állagába, majd a második világháború után két mozdony újra a ČSD-hez került.

### Jugoszlávia
Jugoszláviába 86 darab került, ahol 1933-ban az JDŽ 17 sorozatába lettek felvéve (ezelőtt a MÁV pályaszámokon futottak). A Jugoszláviában üzemelő mozdonyok egy része új, sík tűzszekrényes kazánt kapott és a kazán tetején a víztisztítót felcserélték a gőzdómmal. 1941-ben Jugoszlávia 1941-es felosztása nyomán az abban az évben megszületett Római Egyezmény a JDŽ járműállományát felosztotta. A 17 sorozatból az egyes országok és vasútjaik az alábbi mennyiségű mozdonyt kapott:
- Németország (DRB): 24 db,
- Olaszország (FS): 14 db,
- Horvátország (HDŽ): 26 db,
- Szerbia (SDŽ-СДЖ): 20 db,
- Magyarország (MÁV): 2 db.

A DRB mozdonyait a 75 1401–1424 pályaszámokkal látta el. Az HDŽ és a SDŽ-СДЖ változatlan pályaszámokkal üzemeltette tovább a mozdonyait.

## Átalakítás
A magyar gépek közül 18 darabnak 1929 és 1931 között megnövelték a víz- és széntartályát, emiatt a tengelynyomásuk megnövekedett és átkerültek a 315 sorozatba. Az állomány így 78 db-ra csökkent.

## „Repartíciós” mozdonyok
A MÁV mozdonyállaga – így a 342 sorozatú mozdonyok száma is –  bővült a bécsi döntések és Bácska visszacsatolása következtében. Így:
- a ČSD-től a már említett 5 db,
- a CFR-től 6 db,
- míg a JDŽ-től a szintén említett módon 2 db mozdony a MÁV-hoz került.

A mozdonyok az eredeti MÁV-pályaszámaikat kapták vissza. A 342-esek közül 1943-ban 24 db Budapest-Északi, 1 db Budapest-Keleti, 6 db Szombathely, 1 db Pápa, 4 db Dombóvár, 4 db Pécs, 6 db Fülek, 1 db Kassa, 4 db Debrecen, 5 db Dés, 8 db Királyháza, 4 db Kisilva, 2 db Madéfalva, 6 db Nyíregyháza, 1 db Csap, 11 db Békéscsaba és 3 db Szeged fűtőházhoz tartozott. A tapasztalatok szerint a 342-esek a háború éveiben 100 elegytonna-kilométerenként 9,5–9,7 kg szenet és 5,46 gramm meleg-, illetve 16,88 gramm hidegkenő-olajat fogyasztottak.

## A második világháború végén
A harcok befejezése és az országhatárok 1945. júniusi „megszilárdulása” után a MÁV-cégjelű 342 sorozatú mozdonyok közül 54 db maradt csak az újra hivatalossá vált trianoni határok között. Ezek közül 
- 26 db működőképes volt,
- 10 db javítás alatt állt,
- 18 mozdony javítatlanul félre volt állítva.

Ez utóbbiak közül nyolc mozdony „roncs”, azaz erősen sérült, hiányos állapotú volt, de a többiről is hiányoztak kisebb armatúrák, sőt akár komolyabb gépelemek is.
A fentieken kívül 8 db CFR-cégjelű (ebből hat működőképes) példány is az országban volt.
A cégjeltől függetlenül a működőképes 342-esekre a Vörös Hadsereg „T–CCCP” hadizsákmány-jele (T=трофейный, azaz zsákmány) került.

### A „restitúció”
Már 1945-ben megkezdődtek az egyes országok között kisebb járműcserék, mely az idegen eredetű mozdonyok korábbi (alapvetően a háború és a repartíciók előtti) tulajdonosa részére történő visszaszolgáltatást jelentette. A MÁV 1946. márciusában két 342-est adott vissza a CFR-nek. A háború után az országgyarapodás és a harci cselekmények során állagba került járműveket bizonytalan jogi státuszuk miatt a MÁV elkülönítve tartotta nyilván. Így például 1946-ban 
- 48 db törzsállagba tartozó[10] (ebből 21 db „T-jelű”),
- 1 db jugoszláv és 3 db csehszlovák repartíciós (ebből 1, illetve 2 db „T-jelű”),
- 9 db korábban CFR-cégjelű (ebből 8 db „T-jelű”)

342-es volt megtalálható a hazai hálózaton, melyek közül 2 db Budapest-Kelenföld, 6 db Győr, 4 db Nyíregyháza, 3 db Hegyeshalom, 5 db Szombathely, 1 db Tapolca, 6 db Komárom, 8 db Budapest-Déli, 3 db Dombóvár, 2 db Püspökladány, 2 db Székesfehérvár, 2 db Pécs, 3 db Salgótarján, 4 db Békéscsaba, 5 db Miskolc, 3 db Szolnok, 1 db Sopron honállomású volt.
Az 1947-ben megkötött magyar-szovjet járműegyezmény nyomán a területi revíziók előtt is magyar tulajdonban volt járművekről a „T”-jelet eltávolíthatták.
A már említett járműcserék, valamint az egyes országok között, a háború alatt összekeveredett járműpark rendezéséről, „restitúciójáról” született megállapodások nyomán a két említetten kívül
- 1948 novemberében Ausztria szovjet megszállási övezetéből 2 db,
- 1949 decembere és 1950. februárja között a Németország szovjet megszállási övezetéből öt 342-es tért haza.

Ugyanakkor a magyar állam
- 1947. októbere és 1948. októbere között 5 db (köztük 4 „T”-jelű), korábban CFR-tulajdonú 342-est adott vissza Romániának.

### Az „új” példányok
Három román eredetű, valamint a hazánkban maradt, eredetileg repartíciós mozdonyok közül a „T”-jellel el nem látott egyetlen példányt, azaz összesen 4 db 342-est 1948-ban a MÁV úgynevezett szabványosító átalakításnak vetett alá, melynek deklarált célja az volt, hogy a mozdonyok lehetőség szerint azonos kivitelűek legyenek a végig a MÁV-nál szolgált példányokkal (pl. a szomszéd vasutak által végrehajtott átalakítások eltüntetése, magyar nyelvű feliratok alkalmazása). Ezeket a mozdonyokat új pályaszámokkal látták el: a román eredetűeket a legmagasabb pályaszámú újonnan gyártott mozdony, a 327,944-es után sorolták be őket 327,945–947 pályaszámokkal, az egyetlen (egyébként csehszlovák) repartíciós példány pedig egy korábban 315 sorozatúvá átalakított mozdony eredeti pályaszámát, a 342,092-t kapta. Valójában az átszámozásnak a célja ezen bizonytalan státuszú mozdonyok MÁV-törzsállományba való átmozgatása, egyben a szomszéd országok előli „elrejtése” volt.
A mozdonyokra 1947-től új, kétrészes ellenforgattyúk és módosított ellenforgattyú-vonórudak kerültek, 1949-től pedig a szénszereléskor rendszeresen betörő hátsó szélvédők elé védőrácsot szereltek.

## Az ötvenes évektől a selejtezésig
A mozdonyok állagrendezése az 1950-es évek első felében is folytatódott. Az egyetlen, még itt levő CFR 342-est 1951-ben a MÁV átcégjelezte és saját állagába sorozta, de külön nyilvántartása csak 1959-ben, a két állam egymással szemben fennálló további követeléseiről való kölcsönös lemondással szűnt meg.
A PKP-től 1952-ben és 1953-ban 3–3 db üzemképtelen, lefosztott 342-es került még haza.
A Budapest környéki vonalak villamosítása után a 342-esek szétszóródtak az országban és személyvonatok mellett könnyebb tehervonatok továbbítását is rájuk bízták. 1951-ben 5 db mozdony Budapest-Déli, 5 db Győr, 5 db Székesfehérvár, 4 db Pápa, 8 db Pécs, 5 db Debrecen, 7 db Püspökladány, 5 db Bátaszék, 9 db Békéscsaba, míg 7 db Kiskunhalas honállomású volt.
1954-ben az üzemelő 342-esek közül 18 db a budapesti, 3 db a miskolci, 14 db debreceni, 15 db a szegedi, 14 db a pécsi, 4 db pedig a szombathelyi igazgatóság területén dolgozott.
A mozdonyok darabszáma az 1950-es évek második felében 69 db volt.
1952-től a vörösréz tűzszekrényeket 12 mm (illetve a csőfalnál 17 mm) vastag lágyacéllemezekből hegesztéssel készült kivitelre cserélték.
A mozdonyok kazánjának kímélésére 1960-tól vegyszeres, úgynevezett Antidur-vízlágyítást alkalmaztak, mely feleslegessé tette a Pecz–Rejtő-féle víztisztítók alkalmazását. Ezért a víztisztítókat 1961-től, a hengerkazánok újításakor leszerelték és a tápfejeket a hosszkazán első övének két oldalára, a kazán középvonalába helyezték át.
Ugyancsak 1960-tól a tehervonati légfékezés bevezetése nyomán a mozdonyok fékrendszerébe, a gyorsműködésű kormányszelep és a fékhenger közé tehervonati/személyvonati (Gz/Pz) váltót szereltek.

### Az utolsó korszerűsítés
A típus legjelentősebb átalakításaként a mozdonyokra 1961 nyarától az esedékes fővizsgák és főjavítások keretében ISTER füstgázelszívó ejektort (közismert nevén: kéménytorok-csillagfúvót) és nagy átmérőjű kéményt (vasutas szlengben: „vödör-kémény”)  szereltek.  Az átalakítás során a füstszekrény alatt, kissé azon túlnyúlva helyezték el a hengeres nyomáskiegyenlítő-tartályt. A kazán és a gépezet már említett aránytalansága miatt azonban – az átalakított MÁV mozdonysorozatok közül egyedüliként – az átépítés nem hozott kedvező eredményeket.
A 342 sorozat forgalomból való kivonása és nagyszámú selejtezése az 1960-as évek közepén kezdődött:
- 1965-ben 3 db,
- 1966-ban 2 db,
- 1967-ben és 1968-ban 10-10 db,
- 1969-ben 8 db mozdony került a selejtezőbizottságok elé. Ebben az évben 6 db Székesfehérvár, 3 db Hegyeshalom, 1 db Dunaújváros, 9 db Kaposvár, 9 db Püspökladány, 2 db Jászapáti és 3 db Békéscsaba fűtőházhoz tartozott
- 1970-ben 11 db,
- 1971-ben 2 db mozdonyt, míg
- 1972-ben a még megmaradt 17 db 342-est is törölték az állagból.

### Románia
A mozdonyok 1963–1965-ig szolgáltak délkeleti szomszédunknál. Utolsó honos vontatási telepeik Szatmárnémeti, Nagyvárad, Dés, Máramarossziget, Kolozsvár, Piski és Petrozsény voltak. Utolsóként a 342,028 pályaszámút selejtezték 1971-ben.
A MÁV 342-eseivel ellentétben a CFR a mozdonyokat többnyire selejtezésükig a víztisztítókkal üzemeltette.

### Jugoszlávia
A MÁV 342-eseitől eltérően, a CFR mozdonyaihoz hasonlóan a víztisztítót többnyire a selejtezésükig megtartották.

## Megmaradt mozdonyok

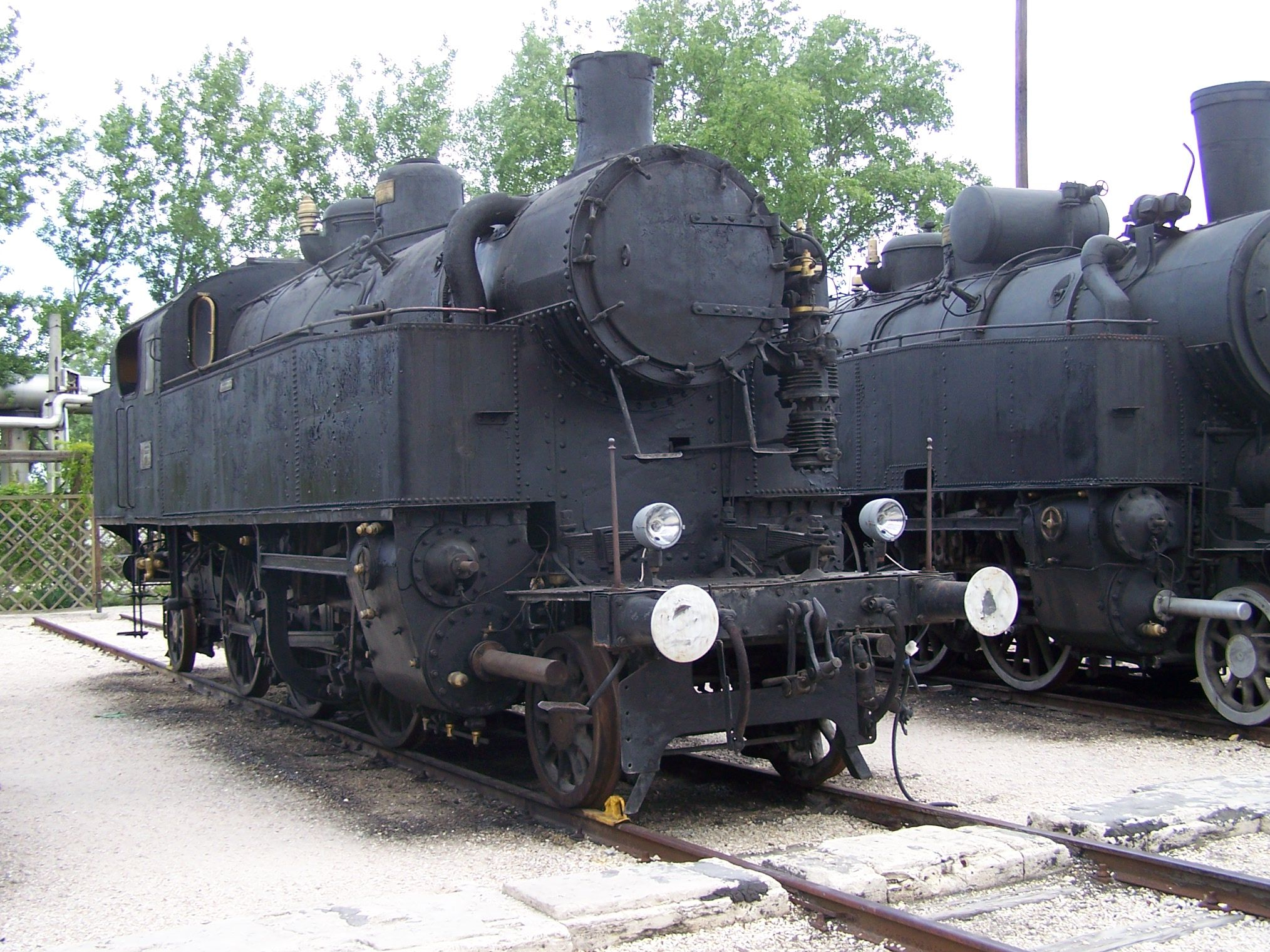
A 342,006 pályaszámú mozdony a Magyar Vasúttörténeti Parkban

A Magyar Vasúttörténeti Parkban található a 342,006 pályaszámú gép az országban megmaradt egyetlen 342 sorozatú mozdony, korábban a váci vasútállomáson volt kiállítva. A szlovén nosztalgiaflotta tagja az SZ 17–006 pályaszámú mozdony, a korábbi MÁV 342,164, amelynek kazánját síktűzszekrényesre építették át. A korábbi 342,059 pályaszámú mozdony, mai számán SZ 17–086 Ljubljanában található, nem üzemképes állapotban. Az eredetileg 342,231 pályaszámú, majd jugoszláv JZ 17–035 számmal közlekedő mozdony Nišben van elraktározva.

## Összehasonlító táblázat
| 0                                               | 1                                                                            | 2 | 3 | 4 | 5 |
| ----------------------------------------------- | ---------------------------------------------------------------------------- | --- | --- | --- | --- |
| Pályaszám                                       | MÁV 342,001–002 →CFR 342.001 →SHS 342,002 →JDŽ 17-001 →HDŽ 17-001 →JŽ 17-001 | MÁV 342,003–013 MÁV 342,015–032 MÁV 342,034–050 MÁV 342,901–944 →CFR 342.003..013 →CFR 342.015..032 →CFR 342.037..050 →CFR 342.904..944 →SHS 342,007 →SHS 342,017..023 →SHS 342,048 →SHS 342,901..940 →MÁV 315,801 →MÁV 315,815–818 →JDŽ 17-040-043 →JDŽ 17-007-011 →JDŽ 17-073-080 →HDŽ 17-042 →HDŽ 17-075, -077 →SDŽ 17-043 →SDŽ 17-073..079 →DRB 75 1410 →DRB 75 1404-1405 →DRB 75 1420-1421 →FS 17-008 →FS 17-010 →MÁV 342,945 →MÁV 342,947 →JŽ 17-040..043 →JŽ 17-007-011 →JŽ 17-073-080 →JŽ 17-087 | MÁV 342,014 MÁV 342,033 MÁV 342,051–060 MÁV 342,078–112 →CFR 342.014 →CFR 342.033 →CFR 342.052..060 →CFR 342.080..106 →ČSD 342,091..097 →SHS 342,051..059 →SHS 342,086..112 →ČSD 364.101-03 →MÁV 315,805 →JDŽ 17-081-086 →JDŽ 17-012-022 →HDŽ 17-017..022 →SDŽ 17-081 →SDŽ 17-012, -019 →DRB 75 1422-1424 →DRB 75 1406-1408 →FS 17-083-084 →FS 17-014..020 →JŽ 17-081-086 →JŽ 17-012-022 | MÁV 342,061–077 MÁV 342,223–253 →CFR 342.061..068 →CFR 342.232..252 →ČSD 342,234 →SHS 342,062..076 →SHS 342,223..246 →ČSD 364.105 →MÁV 315,802-804 →MÁV 315,814 →JDŽ 17-023-039 →HDŽ 17-023..039 →SDŽ 17-025..036 →DRB 75 1409 →FS 17-024, -037 →JŽ 17-023-036 →JŽ 17-088 | MÁV 342,113–222 →CFR 342.113..222 →ČSD 342,151 →SHS 342,115..221 →ČSD 364.104 →MÁV 315,806–813 →JDŽ 17-044–072 →HDŽ 17-044..070 →SDŽ 17-048..071 →DRB 75 1411-1419 →FS 17-054–068 →MÁV 342,946 →JŽ 17-044..072 |
| Gyártó                                          | Magyar Kir. Áll. Vasgyárak, Budapest                                         | Magyar Kir. Áll. Vasgyárak, Budapest | Magyar Kir. Áll. Vasgyárak, Budapest; Henschel, Kassel | Magyar Kir. Áll. Vasgyárak, Budapest | Henschel, Kassel |
| Gyártásban                                      | 1915.                                                                        | 1916–1917 | 1916–1917 | 1917–1919 | 1917–1918 |
| Szerkezetszám                                   | 1111                                                                         | 1131 | 1131 | 1131 1132 | |
| Össztengelytávolság                             | 9 100 mm                                                                     | 9 640 mm | 9 640 mm | 9 640 mm | 9 640 mm |
| Üres tömeg                                      | 53,86 t                                                                      | 53,38 t | 53,38 t | 53,38 t | 53,38 t |
| Szolgálati tömeg                                | 70,0 t                                                                       | 71,02 t | 71,02 t | 71,02 t | 71,02 t |
| Tapadási tömeg                                  | 43,2 t                                                                       | 43,14 t | 43,14 t | 43,14 t | 43,14 t |
| Állókazán típusa                                | porosz rendszerű síktűzszekr.                                                | Brotan–Deffner tűzszekr. | Brotan–Deffner tűzszekr. | Brotan–Deffner tűzszekr. | Brotan–Deffner tűzszekr. |
| Túlhevítés                                      | Schmidt-rendsz. nagy- füstcsöves                                             | Schmidt-rendsz. kis- füstcsöves | Schmidt-rendsz. kis- füstcsöves | Schmidt-rendsz. nagy- füstcsöves | Schmidt-rendsz. kis- füstcsöves |
| Kazán hossztengely-magassága a sínkorona felett | 2 800 mm                                                                     | 2 950 mm | 2 950 mm | 2 950 mm | 2 950 mm |
| Tűzcsövek száma                                 | 95 db                                                                        | 22 db | 18 db | 91 db | 19 db |
| Tűzcsövek belső/külső átmérője                  | 47/52 mm                                                                     | 64/70 mm | 64/70 mm | 47/52 mm | 47/52 mm |
| Füstcsövek száma                                | 20 db                                                                        | 104 db | 108 db | 20 db | 100 db |
| Füstcsövek belső/külső átmérője                 | 125/133 mm                                                                   | 64/70 mm | 64/70 mm | 125/133 mm | 64/70 mm |
| Rostélyfelület                                  | 2,28 m²                                                                      | 2,34 m² | 2,34 m² | 2,34 m² | 2,34 m² |
| Sugárzó fűtőfelület                             | 10,0 m²                                                                      | 11,8 m² | 11,8 m² | 11,8 m² | 11,8 m² |
| Csőfűtőfelület                                  | 91,92 m²                                                                     | 106,8 m² | 106,8 m² | 89,4 m² | 96,74 m² |
| Túlhevítőfelület                                | 26,76 m²                                                                     | 37,5 m² | 38,8 m² | 26,76 m² | 36,0 m² |
| Tapadósúlyból számított vonóerő                 | 67,81 kN                                                                     | 67,71 kN | 67,71 kN | 67,71 kN | 67,71 kN |